# Coppa del Portogallo 2013-2014 (hockey su pista)
La Coppa del Portogallo 2013-2014 è stata la 41ª edizione della principale coppa nazionale portoghese di hockey su pista. La competizione ha avuto luogo dall'8 febbraio all'8 giugno 2014 con la disputa delle final four a Turquel. Il trofeo è stato conquistato dal Benfica per la quattordicesima volta nella sua storia superando in finale il Porto.

## Risultati

### Sedicesimi di finale
| Squadra 1         | Risultato       | Squadra 2         |
| ----------------- | --------------- | ----------------- |
| Porto             | 4 - 3           | Valongo           |
| Benfica           | 11 - 2          | Mealhada          |
| Alenquer Benfica  | 5 - 0           | Carvalhos         |
| Vasco da Gama     | 3 - 4           | Braga             |
| Sporting Tomar    | 5 - 3           | Barcelos          |
| Oeiras            | 3 - 3 (1-0 dtr) | Fisica            |
| Sporting CP       | 4 - 3           | Candelária        |
| Juventude Viana   | 4 - 4 (0-1 dtr) | Oliveirense       |
| Juventude Pacense | 5 - 2           | Sintra            |
| Académica         | 3 - 4           | Famalicense       |
| Parede            | 2 - 5           | Valença           |
| Gulpilhares       | 6 - 4           | Sobreira          |
| Penafiel          | 2 - 6           | Turquel           |
| Marítimo          | 2 - 9           | Académico Cambra  |
| Estremoz          | 2 - 3           | Infante de Sagres |
| Sanjoanense       | 6 - 2           | Paço de Arcos     |

### Ottavi di finale
| Squadra 1         | Risultato       | Squadra 2        |
| ----------------- | --------------- | ---------------- |
| Infante de Sagres | 5 - 5 (0-1 dtr) | Turquel          |
| Benfica           | 1 - 0           | Oliveirense      |
| Sporting CP       | 3 - 6           | Braga            |
| Valença           | 4 - 4 (0-1 dtr) | Porto            |
| Gulpilhares       | 5 - 8           | Académico Cambra |
| Alenquer Benfica  | 4 - 2           | Oeiras           |
| Juventude Pacense | 6 - 5           | Sporting Tomar   |
| Sanjoanense       | 3 - 3 (1-0 dtr) | Famalicense      |

### Quarti di finale
| Squadra 1         | Risultato | Squadra 2        |
| ----------------- | --------- | ---------------- |
| Sanjoanense       | 5 - 8     | Benfica          |
| Alenquer Benfica  | 4 - 1     | Turquel          |
| Porto             | 12 - 2    | Braga            |
| Juventude Pacense | 1 - 3     | Académico Cambra |

### Final Four

#### Semifinali
| Turquel 7 giugno 2014 | Benfica | 6 – 4 | Académico Cambra |  |

| Turquel 7 giugno 2014 | Alenquer Benfica | 3 – 7 | Porto |  |

#### Finale
| Turquel 8 giugno 2014 | Benfica | 8 – 3 | Porto |  |